# Goritsa Rocks
Die Goritsa Rocks (englisch; bulgarisch скали Горица Goriza) sind zwei Klippenfelsen im Archipel der Südlichen Shetlandinseln. Sie gehören zur Gruppe der Zed Islands vor der Warna-Halbinsel der Livingston-Insel und liegen in einer nordwest-südöstlichen Ausdehnung von 330 m Länge sowie 70 m Breite 100 m nordöstlich der Dlagnya Rocks und 2,82 km westsüdwestlich von Pyramid Island.
Britische Wissenschaftler kartierten sie 1968, bulgarische 2009. Die bulgarische Kommission für Antarktische Geographische Namen benannte sie 2013 nach Ortschaften im Nordosten und Südosten Bulgariens.